# Chmelík
Obec Chmelík (německy Hopfendorf) se nachází v okrese Svitavy v údolí mezi městy Litomyšl, Polička a Svitavy, 7 km východně od Svitav a 10 km jižně od Litomyšle. Žije zde 204 obyvatel. V obci je evidováno 64 domů, tvořených velkými usedlostmi nad svahy údolí a menšími, mnohdy roubenými chalupami v údolí.

## Historie obce
V historii se obec Chmelík objevuje i pod názvem Chmelník. První písemná zpráva o obci se datuje k roku 1314, kdy byl majetkem opata Konráda, který v tomtéž roce prodal svobodnou rychtu panu Jirzovi. V dědičném privilegiu bylo mimo jiné uvedeno, že obec Chmelík může mít „svobodnou hospodu“. Z urbáře z roku 1550 vyplývá, že obec patřila litomyšlskému panství. Původně patřila k farnosti v Čisté, později ke Karle (1640–1660).
V obci je obchod, kulturní dům a několik podnikatelů. Významné jsou klasicistní uzavřené dvorce Hřebečského typu. Kostel sv. Jana Nepomuckého dominuje svou barokní podobou skále v horní části obce.

## Pamětihodnosti
- Dominantou obce je pozdně barokní kostel sv. Jana Nepomuckého z let 1780–1782. Kostel je jednolodní s půlkruhovým závěrem, s presbytářem, sakristií na severní straně a hranolovou věží v západním průčelí. V kostele jsou obrazy např. sv. Václava z roku 1907, dále křížová cesta ze 40. let 19. století. V kostele je umístěn i originál sochy sedícího bolestného Krista (kopie sochy je u křižovatky před kostelem).
- Kaplička Růžencové bratrstvo
- Demelova kaple v tzv. Sněženkovém údolí (přírodní památka Sněženky ve Vysokém lese, rozkládající se 3 km jihozápadně od obce).
- Gotická Boží muka

## Galerie

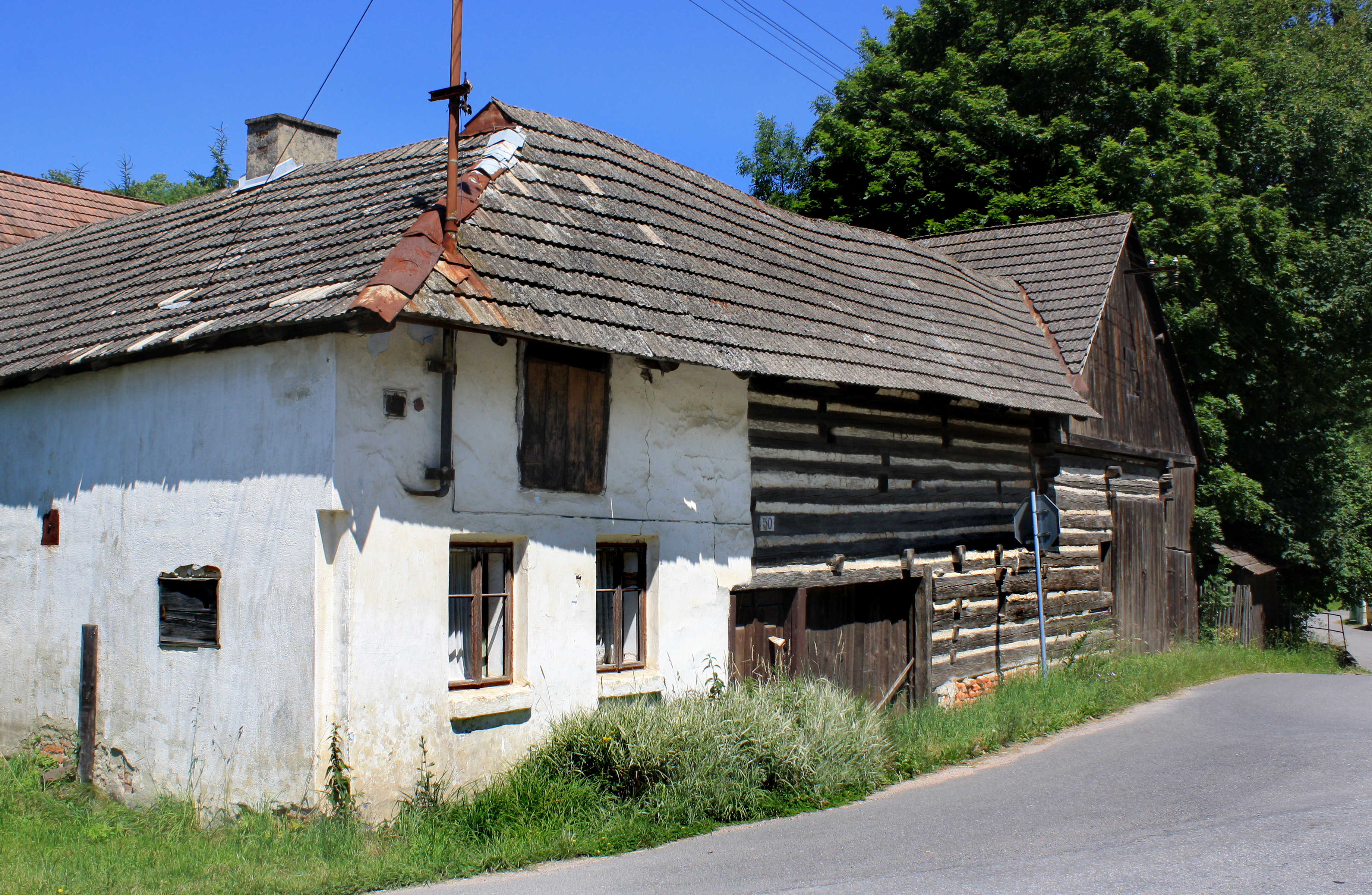
Roubený dům čp. 50
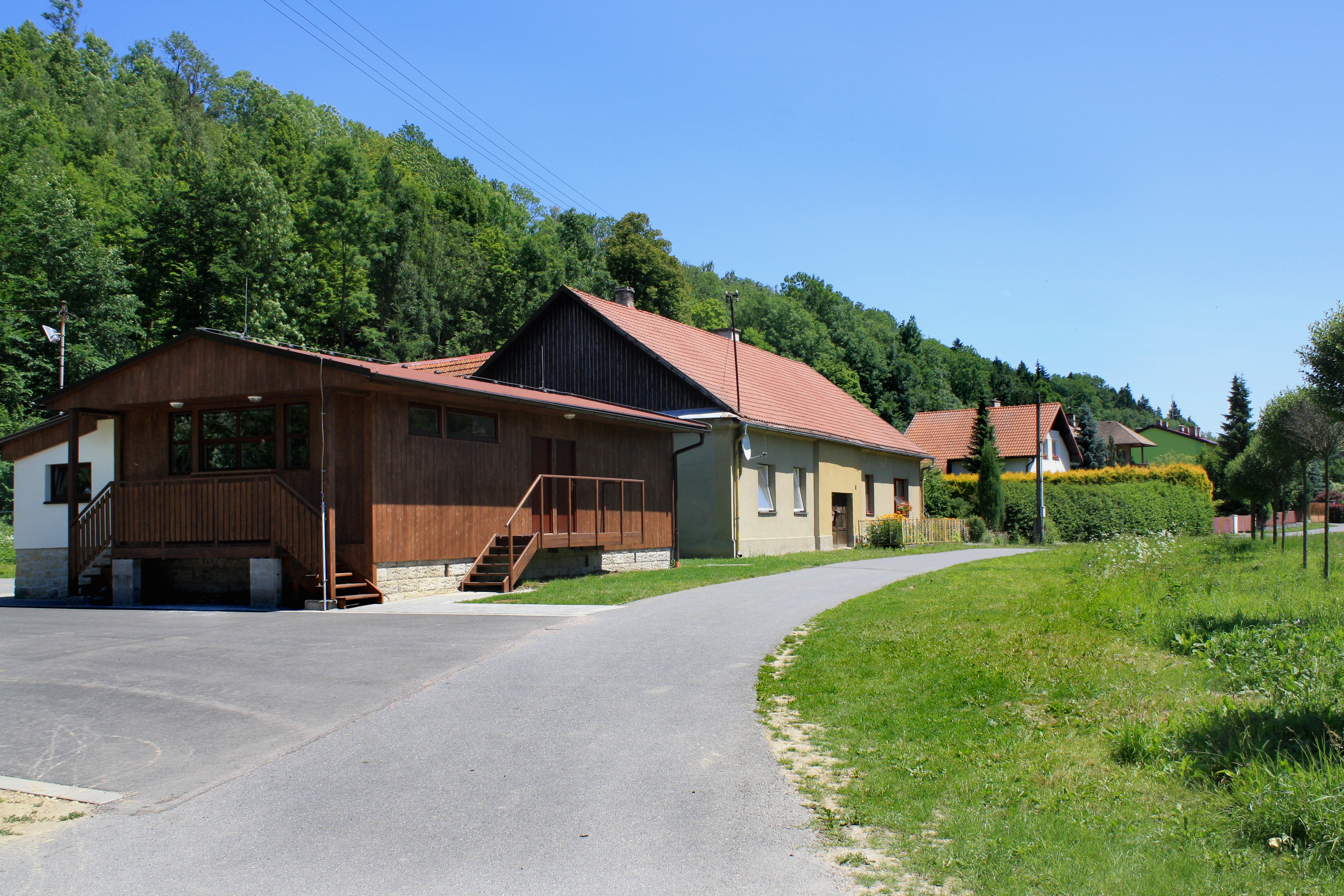
Domy u hřiště
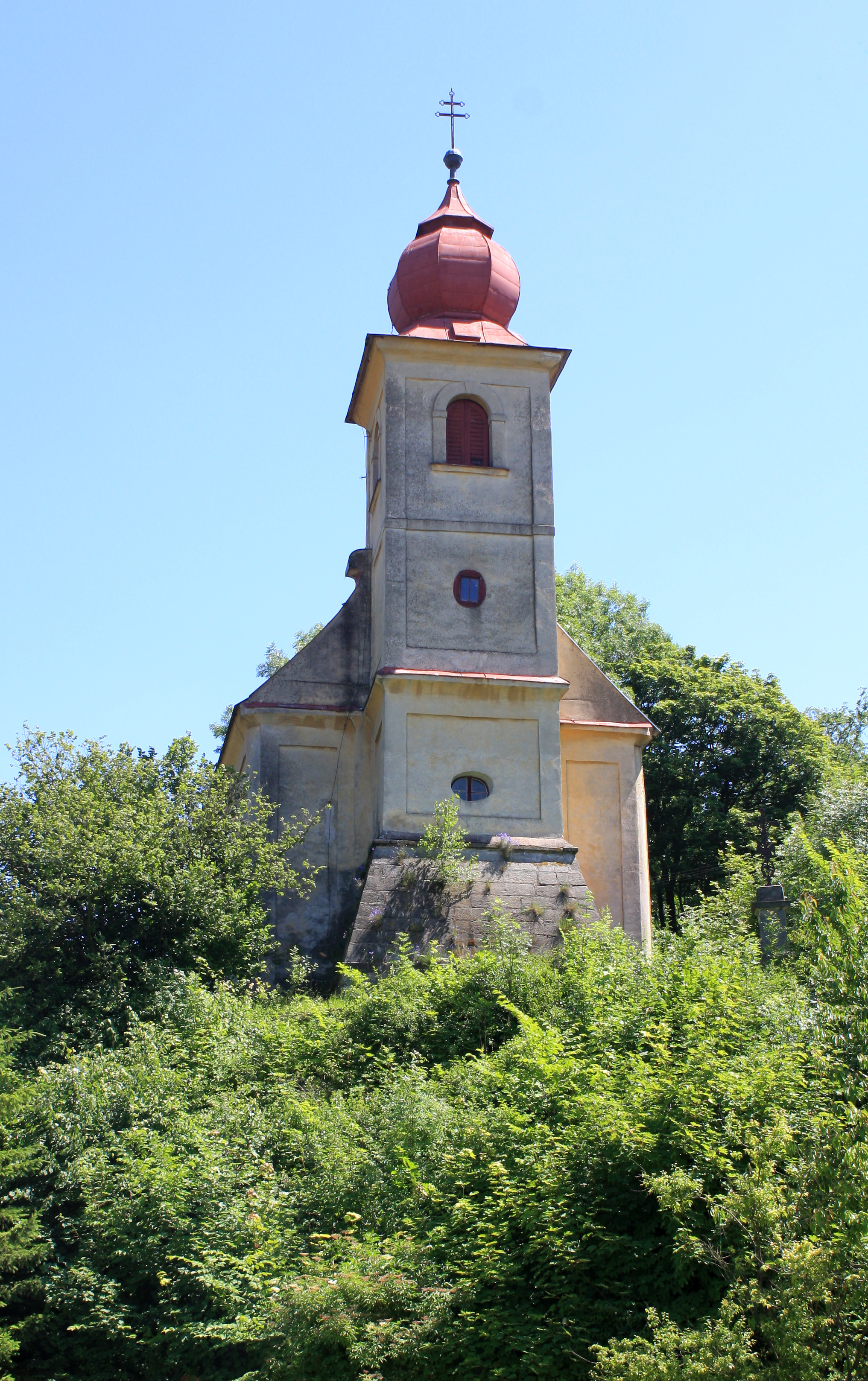
Kostel sv. Jana Nepomuckého
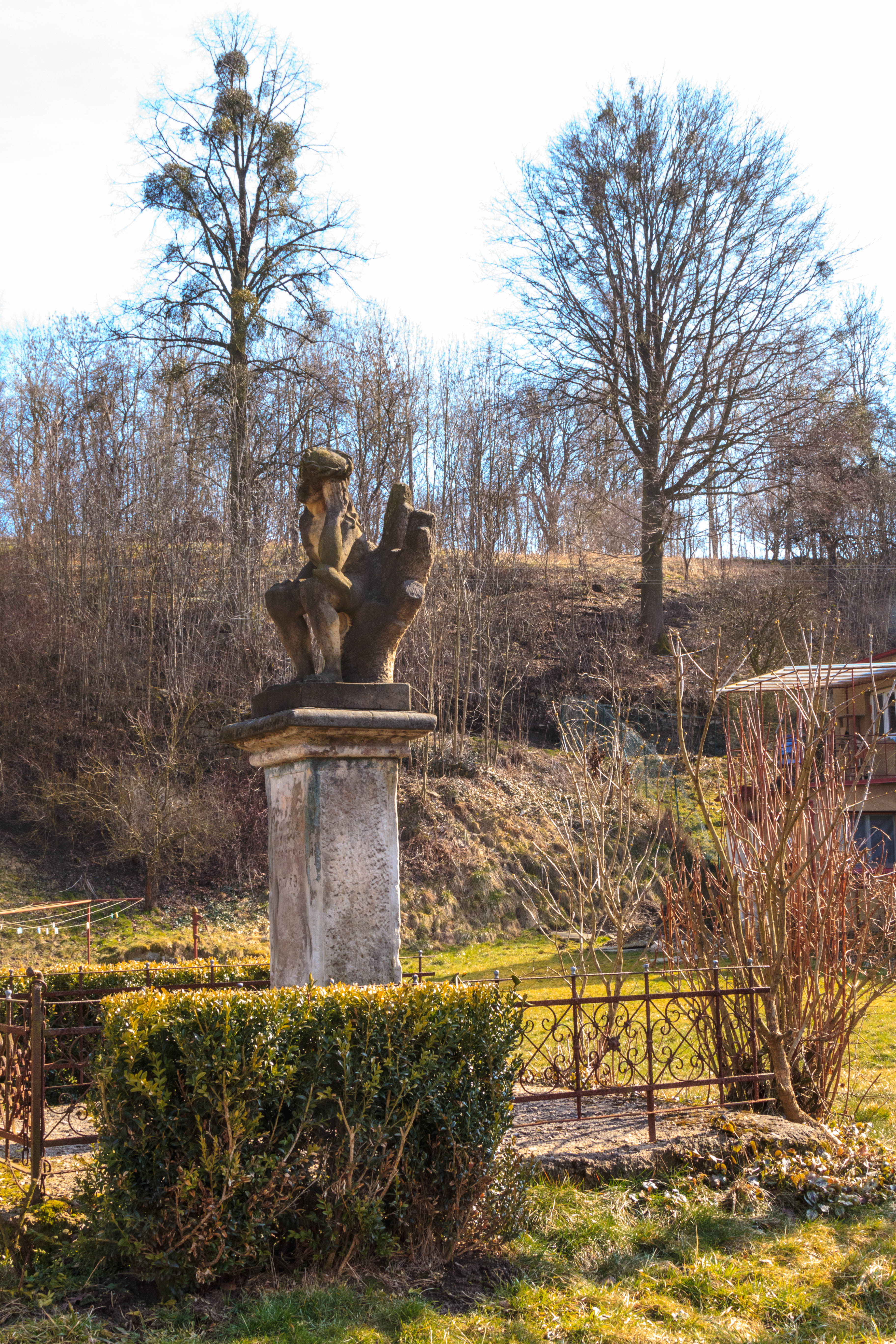
Socha Bolestného Krista
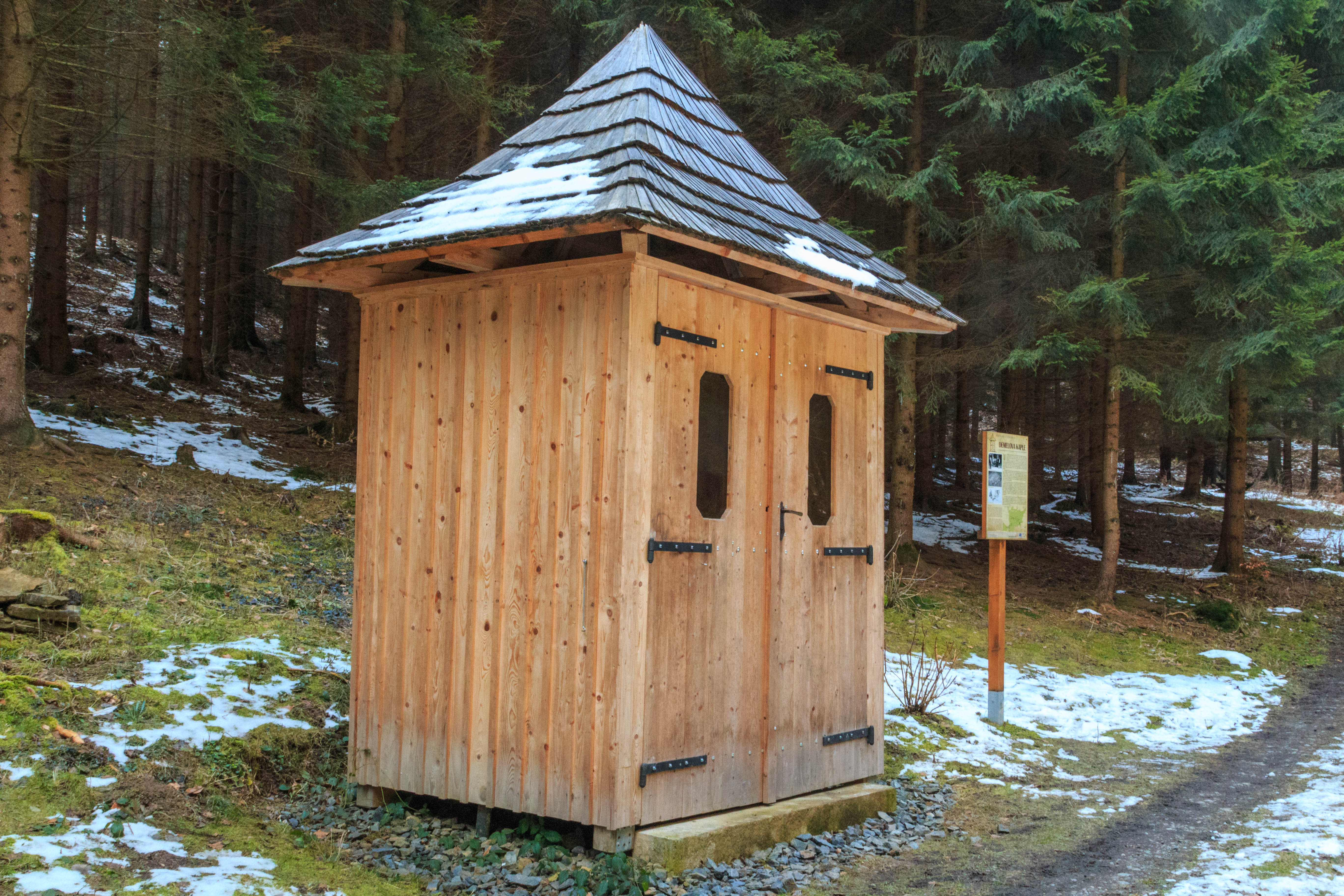
Demelova kaple
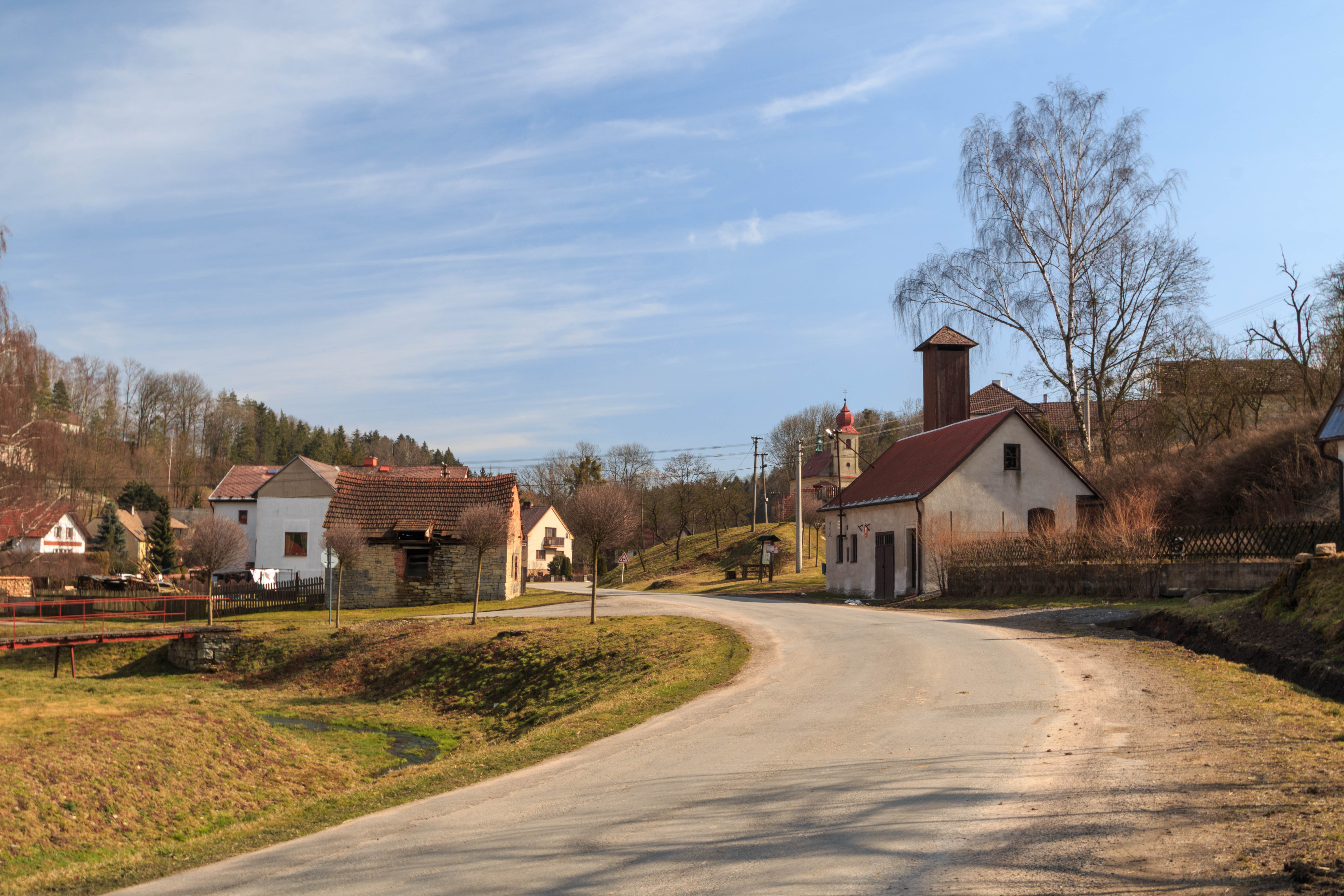
Střed obce s hasičskou zbrojnicá a kostelem